# La Taille de ton amour
 (février 2015).
Si vous disposez d'ouvrages ou d'articles de référence ou si vous connaissez des sites web de qualité traitant du thème abordé ici, merci de compléter l'article en donnant les références utiles à sa vérifiabilité et en les liant à la section « Notes et références ».
La Taille de ton amour est une chanson française, reprise de Who Do You Love de Deborah Cox, interprétée en 1997 sur son premier album solo par Jane Fostin, ex-Zouk Machine. no 9 dans les meilleures ventes de singles en France et certifié disque d'argent, il fut le 1er single de Jane Fostin en solo.

## Classements et certifications

### Certifications
| Pays          | Certification | Date | Ventes  |
| ------------- | ------------- | ---- | ------- |
| France (SNEP) | Argent        | 1997 | 220 000 |